# Разыграев, Аркадий Михайлович
Аркадий Михайлович Разыгра́ев (1913—1963) — конструктор Ленинградского станкостроительного завода имени Я. М. Свердлова.

## Биография
Родился в 1913 году в селе Сосновицы (ныне Лихославльский район, Тверская область). С 1937 года работал конструктором на Ленинградском заводе имени Я. М. Свердлова. Член ВКП(б) с 1941 года.
Участник войны, командир роты. Тяжело ранен, контужен. 
В 1950—1960-х годах начальник отдела электропривода Опытно-конструкторского бюро станкостроения при заводе имени Я. М. Свердлова.
Скоропостижно умер 11 октября 1963 года.

## Научные работы
- Проектирование и монтаж электрооборудования металлорежущих станков [Текст] / А. М. Разыграев, лауреат Сталинских премий, З. А. Дворин. — Москва ; Ленинград : Машгиз. [Ленингр. отд-ние], 1952. — 222 с. : ил.; 27 см.
- Проектирование и монтаж электрооборудования металлорежущих станков [Текст] / А. М. Разыграев [и др.]. — 2-е изд., доп. и перераб. — М. ; Л. : Машгиз, 1961. — 304 с. : ил., табл. ; 23 см.
- Электро-копировально-фрезерный полуавтомат / Соколов, Т. Н.; Дружинский, И. А.; Верин, И. И.; Разыграев, А. М. — М. ; Л. : Машгиз, 1951. — 136 с. : ил. ; 21 см.
- Структурный синтез электросхем металлорежущих станков [Текст] / А. М. Разыграев. — М. ; Л. : Энергия, 1964. — 72 с. : ил. ; 20 см.

## Награды и премии
- Сталинская премия второй степени (1948) — за разработку конструкции и освоение в производстве отечественного электро-копировально-фрезерного автомата
- Сталинская премия второй степени (1951) — за разработку горизонтально-расточных станков отечественной конструкции.
- орден Красной Звезды (31.1.1943)
- медаль «За отвагу» (4.8.1943; был представлен к ордену красной Звезды)
- медаль «За оборону Ленинграда»